# Ñoldor
Dans l'œuvre de l'écrivain britannique J. R. R. Tolkien, les Ñoldor sont les elfes du clan des Tatyar qui acceptèrent d'aller en Aman. Leur nom signifie « les Savants » ou « les Sages » en quenya, car ils étaient habiles de leurs mains et les plus  avides de connaissances parmi les elfes.
Selon la légende, le clan fut fondé par Tata — deuxième elfe à s'éveiller à Cuiviénen —, son épouse Tatië et 54 de leurs congénères. Cependant, ce fut Finwë qui devint leur premier roi, acceptant de les conduire à Valinor à la suite d'Oromë.
Les Ñoldor parlaient quenya en Valinor, mais ceux qui s'en retournèrent en Terre du Milieu furent appelés les Exilés et adoptèrent le sindarin, la langue des elfes restés en Terre du Milieu après l'Éveil : les Sindar.
Les Ñoldor étaient appelés Golodhrim ou Gódhellim en sindarin, et Goldoi par les elfes Teleri de Tol Eressëa ; on les connaissait aussi sous le nom d'Elfes Profonds. À noter que le singulier de Ñoldor est Ñoldo, et l'adjectif correspondant Ñoldorin. Ils formaient le second clan des elfes, tant en termes d'ancienneté que de taille ; les autres clans étaient les Vanyar et les Teleri. La plupart avaient les yeux gris et des cheveux noirs, sauf dans la Maison de Finarfin, dans laquelle coulait du sang vanyarin.

## Histoire

### Les Ñoldor à Valinor
Les Ñoldor sont réputés être, des peuples de la Terre du Milieu, les plus versés dans les traditions, l'artisanat et la guerre. À Valinor, « ils reçurent beaucoup de savoir et d'habileté mais leur soif de connaissances était telle qu'ils surpassèrent bientôt leurs maîtres [Aulë, notamment]. Leur langue changeait sans cesse, tant ils aimaient les mots, et ils cherchaient toujours à trouver des noms plus appropriés à tout ce qu'il connaissaient ou qu'ils imaginaient. ». Ils étaient particulièrement aimés d'Aulë le Forgeron, et furent les premiers à découvrir et tailler les gemmes. Ils étaient aussi les plus fiers et orgueilleux des elfes, ce qui leur causa beaucoup de tort par la suite. Leur principale résidence était Tirion sur la colline de Túna, dans la baie d'Eldamar.
C'est au Ñoldo Rúmil, parmi les plus sages des elfes, que l'on doit le premier système d'écriture : les caractères rúmiliens de Valinor. Il rédigea de nombreuses épopées et de nombreux livres de traditions.
Fëanor, fils de Finwë et de Míriel, était le plus grand artisan Ñoldorin. C'est lui qui conçut les Silmarils, objets des guerres du Premier Âge à venir. Il créa aussi le système d'écriture le plus répandu dans toute la Terre du Milieu : les tengwar fëanoriens.
Ce sont les Ñoldor qui encoururent la plus grande haine de Melkor/Morgoth, qui convoitait leur prospérité, et surtout, les trois Silmarils. Ainsi, il vint souvent parmi eux, leur offrant ses conseils ; et les elfes prêtèrent volontiers l'oreille, étant avides de savoir. Mais Melkor glissa des mensonges dans ses dires, éveillant chez les Ñoldor la jalousie des Valar et de leurs pouvoirs, et ainsi fut troublée la paix à Tirion. Fëanor s'emporta contre son demi-frère Fingolfin, et fut banni de Tirion. Son père et ses fils l'accompagnèrent à sa nouvelle demeure de Formenos, au nord de Valmar, où ils emmena les Silmarils. Fingolfin régna dès lors sur les Ñoldor de Tirion.
Mais Melkor avait de plus grands projets : peu après le départ de Fëanor, qu'il avait causé, il tua les Deux Arbres de Valinor avec l'aide de l'araignée Ungoliant ; puis, il tua Finwë à Formenos et s'empara des Silmarils ; ce fut le premier crime commis au Royaume Bienheureux. Fëanor, plein du désir de vengeance, se rebella contre ce qu'il appelait le joug des Valar, et se rendit à Tirion malgré le bannissement. Là, il tint un discours devant tous les Ñoldor, les persuadant de quitter Valinor, et de poursuivre Melkor en Terre du Milieu, afin de lui reprendre les Silmarils usurpés. Il prononça le plus terrible serment qui fut. La majorité des Ñoldor le suivirent en exil.

### L'exil en Terre du Milieu et le Premier Âge
Les Ñoldor conduits s'en furent de Tirion, et demandèrent aux Teleri d'Alqualondë de leur prêter leurs bateaux ; mais ceux-ci refusèrent, et dans leur folie, les Ñoldor s'emparèrent des navires par la force des armes, commettant un massacre fratricide. Un messager de Mandos vint les trouver peu après, et prononça la prophétie de Mandos. Elle annonçait le Destin des Ñoldor : ne jamais recouvrer les Silmarils, et toujours être victimes de leur Serment, par la trahison et le fratricide, en punition pour le massacre et la rébellion contre les Valar. Certains Ñoldor qui n'étaient pas impliqués sans le Serment, parmi lesquels Finarfin fils de Finwë, s'en retournèrent à Valinor, où les Valar leur pardonnèrent. Finarfin devint alors roi des Ñoldor demeurés fidèles aux Valar, et le resta durant tous les Âges postérieurs. Ceux qui étaient menés par Fingolfin restaient cependant toujours aussi déterminés à suivre Fëanor, même ceux qui n'avaient pas prêté serment. Finrod, fils de Finarfin, se joignit à eux.

L'étoile de la maison de Fëanor

Les Ñoldor conduits par Fëanor utilisèrent les navires des Teleri afin de traverser Belegaer, la Grande Mer, et laissèrent derrière eux Fingolfin et sa suite. Ils arrivèrent à l'embouchure du Drengist, en Beleriand, et Fëanor y laissa brûler les navires. Lorsque la compagnie de Fingolfin aperçut la fumée et sut qu'elle avait été trahie, ils prirent la route du Nord, et traversèrent la Mer dans le détroit d'Helcaraxë, sacrifiant de nombreuses vies dans ce long détour.
Tout comme la mort de Telperion et Laurelin marquait la fin des Années des Arbres, l'arrivée de Fëanor en Terre du Milieu marquait l'avènement des Années du Soleil, car c'est à cette époque que furent créés à Valinor les vaisseaux du Soleil et de la Lune, grâce au dernier fruit de Laurelin et à la dernière fleur de Telperion.
La compagnie de Fëanor fut très vite attaquée par Melkor (que les Ñoldor appelaient depuis peu Morgoth). Cependant, la colère des Ñoldor était telle qu'ils arrivèrent en vue de son antre d'Angband. D'abord saisi d'épouvante, Morgoth envoya néanmoins des Balrogs à leur rencontre, et ceux-ci parvinrent à isoler Fëanor. Malgré une lutte vaillante, Fëanor fut finalement défait, et aurait été emmené captif à Angband si ses fils n'étaient pas arrivés en renfort. Le « plus grand des Ñoldor » mourut néanmoins sur le trajet de retour vers le Lac Mithrim, où s'étaient établis les Ñoldor.
L'incendie des bateaux avait semé la discorde parmi les Maisons des Ñoldor, et lorsqu'ils parvinrent enfin en Beleriand, la tension était palpable entre les peuples de Fingolfin et Fëanor. Cependant, Fingon (fils de Fingolfin) sauva Maedhros (fils de Fëanor) des griffes de Morgoth, et mit fin pour un temps à la querelle. Maedhros devait succéder à Fëanor, mais il avait des remords vis-à-vis du Serment de Fëanor et de l'abandon de Fingolfin, et laissa ainsi le titre de Haut Roi des Ñoldor à son oncle, plus âgé ; et ainsi Fingolfin devint le premier Haut Roi des Ñoldor en Terre du Milieu, malgré la désapprobation des autres fils de Fëanor, qui s'appelèrent dès lors les Dépossédés. Ainsi, après la chute de Fingolfin, les fils de Fëanor restèrent aliénés aux descendants de Fingolfin, dont ils ne suivirent pas toujours les commandements.
Dans le Nord-ouest de la Terre du Milieu, au Beleriand, les Ñoldor s'allièrent aux Sindar, puis aux Trois Maisons des Edain, à leur passage des Ered Luin. Fingolfin régna sur le Hithlum, tandis que son fils Turgon fondait la cité cachée de Gondolin, dans la vallée de Tumladen. L'est du Beleriand était gouverné par les fils de Fëanor, et Finrod Felagund (fils de Finarfin) fonda le royaume de Nargothrond au Sud-Ouest. Ses frères Angrod et Aegnor s'établirent dans le Dorthonion, avant que celui-ci ne devienne Taur-nu-Fuin. La guerre contre Morgoth reprit de plus belle, jusqu'au Siège d'Angband en l'an 60 du Premier Âge du Soleil, après la victoire de Dagor Aglareb. Durant 395 ans, la vigilance constante des Ñoldor assura la paix au Beleriand. Mais en 455 P. Â., le Siège fut brisé lors de la Dagor Bragollach, qui vit l'avènement des Dragons et la chute des royaumes-elfes du nord-ouest. Au désespoir, Fingolfin partit affronter Morgoth en combat singulier, et le blessa sévèrement aux pieds, avant de mourir sous les coups de Grond, le marteau de guerre de Morgoth. La royauté passa alors à Fingon son fils.
En l'an 472 P. Â., Maedhros parvint à liguer les Elfes et les Hommes, qui attaquèrent une nouvelle fois Morgoth de front. Mais la bataille tourna au désastre des Nírnaeth Arnoediad, la bataille des Larmes Innombrables : les Hommes nouvellement venus de l'Est, menés par Ulfang le Noir, passèrent du côté de l'Ennemi, prenant les Ligués à revers. Fingon périt face à Gothmog Prince des Balrogs, mais son corps fut sauvé par Turgon, qui arrivait de Gondolin avec des renforts inespérés. Cependant, ils ne suffirent pas à inverser le cours de la bataille.
Dès lors, les forces de Morgoth allaient et venaient librement en Beleriand, et Nargothrond fut prise par le dragon Glaurung en 495 P. Â. Seuls Turgon et sa cité restaient inconnus de Morgoth comme des autres elfes. Mais en 510 P. Â., Maeglin trahit le secret de son emplacement, et Turgon, Haut Roi des Ñoldor, périt ; alors que beaucoup des siens s'enfuirent par le col de Cirith Thoronath. Turgon étant sans enfants, c'est Gil-galad qui lui succéda en tant que Haut Roi.
Alors que tout espoir semblait perdu, les Valar et les Vanyar vinrent finalement en Terre du Milieu grâce à l'appel d'Eärendil, et la guerre de la Grande Colère vit la chute de Morgoth, expulsé dans le Vide Extérieur. Mais le Beleriand fut englouti par les eaux, exception faite d'une partie de l'Ossiriand (le Lindon) et de quelques îles. Et comme l'annonçait la prophétie de Mandos, les Silmarils furent perdus : le premier errait dans le ciel, aux côtés d'Eärendil, et les deux autres, dérobés aux Valar victorieux par Maedhros et Maglor causèrent leur perte : le premier périt dans une crevasse brûlante, et le second jeta le joyau dans la Mer, puis erra sans fin sur les rivages de Belegaer. Ce fut la fin du Premier Âge.

### Les Deuxième et Troisième Âges
À la fin du Premier Âge, la plupart des Ñoldor acceptent l'offre de pardon des Valar, et s'en retournent en Aman ; mais quelques-uns, comme Galadriel fille de Finarfin et Celebrimbor petit-fils de Fëanor, refusèrent le pardon des Valar et demeurèrent en Terre du Milieu. Gil-galad fonda le royaume du Lindon, et régna sur les Exilés durant tout le Deuxième Âge (soit près de 3 500 ans), tandis que Celebrimbor fondait le royaume d'Eregion, aux portes de Khazad-dûm. La paix retrouvée vit le retour de la prospérité chez les elfes, et parmi ceux d'Eregion renaissait le talent d'artisanat des premiers Ñoldor. Mais après un long répit, Sauron, le capitaine de Morgoth, prit sa suite et pénétra Ost-in-Edhil par la ruse. Là, il enseigna l'art de forger des anneaux de pouvoir aux Ñoldor, avant de les trahir en forgeant l'Anneau unique à Orodruin. Il fortifia alors le Mordor, tandis que les Ñoldor trahis cachaient les trois anneaux des Elfes. Sauron attaqua et ravagea l'Eregion, mais fut maintenu en échec par les survivants, conduits par Elrond à Imladris. Le Lindon tint bon lui aussi, et l'aide des Númenoréens permit même de constituer Sauron prisonnier.
Mais en l'an 3319 D. Â., Númenor fut engloutie à la suite de la rébellion d'Ar-Pharazôn contre les Valar, initiée par Sauron. Elendil et ses fils arrivèrent en Terre du Milieu, où ils fondèrent les royaumes en exil d'Arnor et de Gondor. Sauron tenta de conquérir ces jeunes royaumes avant leur pleine puissance, mais échoua ; et Elendil et Gil-galad rassemblèrent la Dernière Alliance des elfes et des hommes. Après la victoire du Dagorlad, ils mirent le siège aux portes de barad-dûr, en Mordor. Mais c'est là que Gil-galad trouva la mort, et avec lui prit fin le titre de Haut Roi des Ñoldor en Terre du Milieu.
Durant le Troisième Âge du Soleil, les Ñoldor de la Terre du Milieu déclinèrent, et à la fin du Troisième Âge, les dernières communautés importantes à demeurer étaient Imladris et Mithlond. Le Quatrième Âge naissant vit leur évanouissement du monde.

## Culture
Le trait dominant de la culture ñoldorine était leur passion pour les arts, de la joaillerie aux langues, dont ils tiraient une immense fierté ; elle leur causa beaucoup de tort lorsqu'elle tourna à l'arrogance, et fut la cause de leurs souffrances en Terre du Milieu.
Les Ñoldor aimaient aussi davantage que les autres elfes l'édification de grandes cités dans lesquelles ils vivaient. Elles se situaient souvent dans de profondes vallées de montagne, à l'inverse des cités côtières des Teleri, des villes sylvestres des Sindar ou des demeures vanyarin, avoisinants celles des Valar.

## Haut Roi des Ñoldor en Terre du Milieu
Le titre de Haut Roi des Ñoldor revient au Ñoldo ayant les plus proches liens de parenté avec Finwë, Haut Roi lors de l'éveil des Elfes à Cuiviénen.
- À leur retour en Terre du Milieu, le Haut Roi des Ñoldor est Fëanor, Finwë étant mort assassiné en Aman. Il le restera durant trois Années des Arbres[4], jusqu'à sa mort en 1498 A. A., au premier assaut sur Angband.
- Son fils Maedhros refuse alors de lui succéder[5], et c'est donc Fingolfin qui lui succède, au grand dam des autres fils de Fëanor.
- En 456 P. Â., son fils aîné Fingon hérite du titre après le combat singulier entre Fingolfin et Morgoth.
- Après Nírnaeth Arnoediad, c'est son frère Turgon, seigneur de Gondolin, qui devient Haut Roi, en 472 P. Â.
- Le titre revient enfin à Gil-Galad fils de Fingon après la Chute de Gondolin, en 510 P. Â. Il demeurera Haut-Roi près de 3 500 ans, avant de trouver la mort face à Sauron au pied de l'Orodruin, en 3441 S. Â.

Par la suite, le titre n'est plus revendiqué par aucun Ñoldo vivant en Terre du Milieu, même s'il aurait pu revenir à Elrond, plus proche parent de Finwë vivant en Terre du Milieu.

## La Maison de Finwë
| (1) Míriel  | (1) Míriel  | (1) Míriel  | (1) Míriel  | (1) Míriel  | (1) Míriel  |      |      |         |         |          |          |          |          |          |          |                         |          |          |          | Finwë1   | Finwë1   | Finwë1  | Finwë1  | Finwë1           | Finwë1           |                  |                  |                  |                  |         |         |        |        |            |            |            |            | Indis (2)  | Indis (2)  | Indis (2) | Indis (2) | Indis (2) | Indis (2) |           |           |                    |                    |                    |                    |                    |                    |           |           |           |           |           |           |           |           |           |           |  |  |  |  |  |  |  |  |  |  |  |  |  |  |
| (1) Míriel  | (1) Míriel  | (1) Míriel  | (1) Míriel  | (1) Míriel  | (1) Míriel  |      |      |         |         |          |          |          |          |          |          |                         |          |          |          | Finwë1   | Finwë1   | Finwë1  | Finwë1  | Finwë1           | Finwë1           |                  |                  |                  |                  |         |         |        |        |            |            |            |            | Indis (2)  | Indis (2)  | Indis (2) | Indis (2) | Indis (2) | Indis (2) |           |           |                    |                    |                    |                    |                    |                    |           |           |           |           |           |           |           |           |           |           |  |  |  |  |  |  |  |  |  |  |  |  |  |  |
|             |             |             |             |             |             |      |      |         |         |          |          |          |          |          |          |                         |          |          |          |          |          |         |         |                  |                  |                  |                  |                  |                  |         |         |        |        |            |            |            |            |            |            |           |           |           |           |           |           |                    |                    |                    |                    |                    |                    |           |           |           |           |           |           |           |           |           |           |  |  |  |  |  |  |  |  |  |  |  |  |  |  |
|             |             |             |             |             |             |      |      |         |         |          |          |          |          |          |          |                         |          |          |          |          |          |         |         |                  |                  |                  |                  |                  |                  |         |         |        |        |            |            |            |            |            |            |           |           |           |           |           |           |                    |                    |                    |                    |                    |                    |           |           |           |           |           |           |           |           |           |           |  |  |  |  |  |  |  |  |  |  |  |  |  |  |
| Nerdanel    | Nerdanel    | Nerdanel    | Nerdanel    | Nerdanel    | Nerdanel    |      |      | Fëanor2 | Fëanor2 | Fëanor2  | Fëanor2  | Fëanor2  | Fëanor2  |          |          | Findis                  | Findis   | Findis   | Findis   | Findis   | Findis   |         |         | Fingolfin3       | Fingolfin3       | Fingolfin3       | Fingolfin3       | Fingolfin3       | Fingolfin3       |         |         | Anairë | Anairë | Anairë     | Anairë     | Anairë     | Anairë     |            |            | Irimë     | Irimë     | Irimë     | Irimë     | Irimë     | Irimë     |                    |                    | Finarfin           | Finarfin           | Finarfin           | Finarfin           | Finarfin  | Finarfin  |           |           | Eärwen    | Eärwen    | Eärwen    | Eärwen    | Eärwen    | Eärwen    |  |  |  |  |  |  |  |  |  |  |  |  |  |  |
| Nerdanel    | Nerdanel    | Nerdanel    | Nerdanel    | Nerdanel    | Nerdanel    |      |      | Fëanor2 | Fëanor2 | Fëanor2  | Fëanor2  | Fëanor2  | Fëanor2  |          |          | Findis                  | Findis   | Findis   | Findis   | Findis   | Findis   |         |         | Fingolfin3       | Fingolfin3       | Fingolfin3       | Fingolfin3       | Fingolfin3       | Fingolfin3       |         |         | Anairë | Anairë | Anairë     | Anairë     | Anairë     | Anairë     |            |            | Irimë     | Irimë     | Irimë     | Irimë     | Irimë     | Irimë     |                    |                    | Finarfin           | Finarfin           | Finarfin           | Finarfin           | Finarfin  | Finarfin  |           |           | Eärwen    | Eärwen    | Eärwen    | Eärwen    | Eärwen    | Eärwen    |  |  |  |  |  |  |  |  |  |  |  |  |  |  |
|             |             |             |             |             |             |      |      |         |         |          |          |          |          |          |          |                         |          |          |          |          |          |         |         |                  |                  |                  |                  |                  |                  |         |         |        |        |            |            |            |            |            |            |           |           |           |           |           |           |                    |                    |                    |                    |                    |                    |           |           |           |           |           |           |           |           |           |           |  |  |  |  |  |  |  |  |  |  |  |  |  |  |
|             |             |             |             |             |             |      |      |         |         |          |          |          |          |          |          |                         |          |          |          |          |          |         |         |                  |                  |                  |                  |                  |                  |         |         |        |        |            |            |            |            |            |            |           |           |           |           |           |           |                    |                    |                    |                    |                    |                    |           |           |           |           |           |           |           |           |           |           |  |  |  |  |  |  |  |  |  |  |  |  |  |  |
| Sept fils   | Sept fils   | Sept fils   | Sept fils   | Sept fils   | Sept fils   |      |      |         |         | Turgon5  | Turgon5  | Turgon5  | Turgon5  | Turgon5  | Turgon5  |                         |          | Elenwë   | Elenwë   | Elenwë   | Elenwë   | Elenwë  | Elenwë  |                  |                  | Argon            | Argon            | Argon            | Argon            | Argon   | Argon   |        |        | Finrod     | Finrod     | Finrod     | Finrod     | Finrod     | Finrod     |           |           | Angrod    | Angrod    | Angrod    | Angrod    | Angrod             | Angrod             |                    |                    | Aegnor             | Aegnor             | Aegnor    | Aegnor    | Aegnor    | Aegnor    |           |           |           |           |           |           |  |  |  |  |  |  |  |  |  |  |  |  |  |  |
| Sept fils   | Sept fils   | Sept fils   | Sept fils   | Sept fils   | Sept fils   |      |      |         |         | Turgon5  | Turgon5  | Turgon5  | Turgon5  | Turgon5  | Turgon5  |                         |          | Elenwë   | Elenwë   | Elenwë   | Elenwë   | Elenwë  | Elenwë  |                  |                  | Argon            | Argon            | Argon            | Argon            | Argon   | Argon   |        |        | Finrod     | Finrod     | Finrod     | Finrod     | Finrod     | Finrod     |           |           | Angrod    | Angrod    | Angrod    | Angrod    | Angrod             | Angrod             |                    |                    | Aegnor             | Aegnor             | Aegnor    | Aegnor    | Aegnor    | Aegnor    |           |           |           |           |           |           |  |  |  |  |  |  |  |  |  |  |  |  |  |  |
|             |             |             |             |             |             |      |      |         |         |          |          |          |          |          |          |                         |          |          |          |          |          |         |         |                  |                  |                  |                  |                  |                  |         |         |        |        |            |            |            |            |            |            |           |           |           |           |           |           |                    |                    |                    |                    |                    |                    |           |           |           |           |           |           |           |           |           |           |  |  |  |  |  |  |  |  |  |  |  |  |  |  |
|             |             |             |             |             |             |      |      |         |         |          |          |          |          |          |          |                         |          |          |          |          |          |         |         |                  |                  |                  |                  |                  |                  |         |         |        |        |            |            |            |            |            |            |           |           |           |           |           |           |                    |                    |                    |                    |                    |                    |           |           |           |           |           |           |           |           |           |           |  |  |  |  |  |  |  |  |  |  |  |  |  |  |
| Celebrimbor | Celebrimbor | Celebrimbor | Celebrimbor | Celebrimbor | Celebrimbor |      |      | Fingon4 | Fingon4 | Fingon4  | Fingon4  | Fingon4  | Fingon4  |          |          |                         |          |          |          |          |          | Aredhel | Aredhel | Aredhel          | Aredhel          | Aredhel          | Aredhel          |                  |                  | Eöl     | Eöl     | Eöl    | Eöl    | Eöl        | Eöl        |            |            |            |            | Orodreth  | Orodreth  | Orodreth  | Orodreth  | Orodreth  | Orodreth  |                    |                    | Celeborn           | Celeborn           | Celeborn           | Celeborn           | Celeborn  | Celeborn  |           |           | Galadriel | Galadriel | Galadriel | Galadriel | Galadriel | Galadriel |  |  |  |  |  |  |  |  |  |  |  |  |  |  |
| Celebrimbor | Celebrimbor | Celebrimbor | Celebrimbor | Celebrimbor | Celebrimbor |      |      | Fingon4 | Fingon4 | Fingon4  | Fingon4  | Fingon4  | Fingon4  |          |          |                         |          |          |          |          |          | Aredhel | Aredhel | Aredhel          | Aredhel          | Aredhel          | Aredhel          |                  |                  | Eöl     | Eöl     | Eöl    | Eöl    | Eöl        | Eöl        |            |            |            |            | Orodreth  | Orodreth  | Orodreth  | Orodreth  | Orodreth  | Orodreth  |                    |                    | Celeborn           | Celeborn           | Celeborn           | Celeborn           | Celeborn  | Celeborn  |           |           | Galadriel | Galadriel | Galadriel | Galadriel | Galadriel | Galadriel |  |  |  |  |  |  |  |  |  |  |  |  |  |  |
|             |             |             |             |             |             |      |      |         |         |          |          |          |          |          |          |                         |          |          |          |          |          |         |         |                  |                  |                  |                  |                  |                  |         |         |        |        |            |            |            |            |            |            |           |           |           |           |           |           |                    |                    |                    |                    |                    |                    |           |           |           |           |           |           |           |           |           |           |  |  |  |  |  |  |  |  |  |  |  |  |  |  |
|             |             |             |             |             |             |      |      |         |         |          |          |          |          |          |          |                         |          |          |          |          |          |         |         |                  |                  |                  |                  |                  |                  |         |         |        |        |            |            |            |            |            |            |           |           |           |           |           |           |                    |                    |                    |                    |                    |                    |           |           |           |           |           |           |           |           |           |           |  |  |  |  |  |  |  |  |  |  |  |  |  |  |
|             |             |             |             |             |             | Tuor | Tuor | Tuor    | Tuor    | Tuor     | Tuor     |          |          | Idril    | Idril    | Idril                   | Idril    | Idril    | Idril    |          |          |         |         |                  |                  | Maeglin          | Maeglin          | Maeglin          | Maeglin          | Maeglin | Maeglin |        |        | Gil-galad6 | Gil-galad6 | Gil-galad6 | Gil-galad6 | Gil-galad6 | Gil-galad6 |           |           |           |           | Finduilas | Finduilas | Finduilas          | Finduilas          | Finduilas          | Finduilas          |                    |                    |           |           |           |           |           |           |           |           |           |           |  |  |  |  |  |  |  |  |  |  |  |  |  |  |
|             |             |             |             |             |             | Tuor | Tuor | Tuor    | Tuor    | Tuor     | Tuor     |          |          | Idril    | Idril    | Idril                   | Idril    | Idril    | Idril    |          |          |         |         |                  |                  | Maeglin          | Maeglin          | Maeglin          | Maeglin          | Maeglin | Maeglin |        |        | Gil-galad6 | Gil-galad6 | Gil-galad6 | Gil-galad6 | Gil-galad6 | Gil-galad6 |           |           |           |           | Finduilas | Finduilas | Finduilas          | Finduilas          | Finduilas          | Finduilas          |                    |                    |           |           |           |           |           |           |           |           |           |           |  |  |  |  |  |  |  |  |  |  |  |  |  |  |
|             |             |             |             |             |             |      |      |         |         |          |          |          |          |          |          |                         |          |          |          |          |          |         |         |                  |                  |                  |                  |                  |                  |         |         |        |        |            |            |            |            |            |            |           |           |           |           |           |           |                    |                    |                    |                    |                    |                    |           |           |           |           |           |           |           |           |           |           |  |  |  |  |  |  |  |  |  |  |  |  |  |  |
|             |             |             |             |             |             |      |      |         |         | Eärendil | Eärendil | Eärendil | Eärendil | Eärendil | Eärendil |                         |          | Elwing   | Elwing   | Elwing   | Elwing   | Elwing  | Elwing  |                  |                  |                  |                  |                  |                  |         |         |        |        |            |            |            |            |            |            |           |           |           |           |           |           |                    |                    |                    |                    |                    |                    |           |           |           |           |           |           |           |           |           |           |  |  |  |  |  |  |  |  |  |  |  |  |  |  |
|             |             |             |             |             |             |      |      |         |         | Eärendil | Eärendil | Eärendil | Eärendil | Eärendil | Eärendil |                         |          | Elwing   | Elwing   | Elwing   | Elwing   | Elwing  | Elwing  |                  |                  |                  |                  |                  |                  |         |         |        |        |            |            |            |            |            |            |           |           |           |           |           |           |                    |                    |                    |                    |                    |                    |           |           |           |           |           |           |           |           |           |           |  |  |  |  |  |  |  |  |  |  |  |  |  |  |
|             |             |             |             |             |             |      |      |         |         |          |          |          |          |          |          |                         |          |          |          |          |          |         |         |                  |                  |                  |                  |                  |                  |         |         |        |        |            |            |            |            |            |            |           |           |           |           |           |           |                    |                    |                    |                    |                    |                    |           |           |           |           |           |           |           |           |           |           |  |  |  |  |  |  |  |  |  |  |  |  |  |  |
|             |             |             |             |             |             |      |      |         |         |          |          |          |          |          |          |                         |          |          |          |          |          |         |         |                  |                  |                  |                  |                  |                  |         |         |        |        |            |            |            |            |            |            |           |           |           |           |           |           |                    |                    |                    |                    |                    |                    |           |           |           |           |           |           |           |           |           |           |  |  |  |  |  |  |  |  |  |  |  |  |  |  |
|             |             |             |             |             |             |      |      | Elros   | Elros   | Elros    | Elros    | Elros    | Elros    |          |          |                         |          |          |          |          |          |         |         |                  |                  |                  |                  |                  |                  | Elrond  | Elrond  | Elrond | Elrond | Elrond     | Elrond     |            |            |            |            |           |           |           |           |           |           |                    |                    |                    |                    |                    |                    | Celebrian | Celebrian | Celebrian | Celebrian | Celebrian | Celebrian |           |           |           |           |  |  |  |  |  |  |  |  |  |  |  |  |  |  |
|             |             |             |             |             |             |      |      | Elros   | Elros   | Elros    | Elros    | Elros    | Elros    |          |          |                         |          |          |          |          |          |         |         |                  |                  |                  |                  |                  |                  | Elrond  | Elrond  | Elrond | Elrond | Elrond     | Elrond     |            |            |            |            |           |           |           |           |           |           |                    |                    |                    |                    |                    |                    | Celebrian | Celebrian | Celebrian | Celebrian | Celebrian | Celebrian |           |           |           |           |  |  |  |  |  |  |  |  |  |  |  |  |  |  |
|             |             |             |             |             |             |      |      |         |         |          |          |          |          |          |          |                         |          |          |          |          |          |         |         |                  |                  |                  |                  |                  |                  |         |         |        |        |            |            |            |            |            |            |           |           |           |           |           |           |                    |                    |                    |                    |                    |                    |           |           |           |           |           |           |           |           |           |           |  |  |  |  |  |  |  |  |  |  |  |  |  |  |
|             |             |             |             |             |             |      |      |         |         |          |          |          |          |          |          |                         |          |          |          |          |          |         |         |                  |                  |                  |                  |                  |                  |         |         |        |        |            |            |            |            |            |            |           |           |           |           |           |           |                    |                    |                    |                    |                    |                    |           |           |           |           |           |           |           |           |           |           |  |  |  |  |  |  |  |  |  |  |  |  |  |  |
|             |             |             |             |             |             |      |      | Aragorn | Aragorn | Aragorn  | Aragorn  | Aragorn  | Aragorn  |          |          |                         |          |          |          |          |          |         |         |                  |                  |                  |                  |                  |                  |         |         | Arwen  | Arwen  | Arwen      | Arwen      | Arwen      | Arwen      |            |            |           |           |           |           |           |           | Elladan et Elrohir | Elladan et Elrohir | Elladan et Elrohir | Elladan et Elrohir | Elladan et Elrohir | Elladan et Elrohir |           |           |           |           |           |           |           |           |           |           |  |  |  |  |  |  |  |  |  |  |  |  |  |  |
|             |             |             |             |             |             |      |      | Aragorn | Aragorn | Aragorn  | Aragorn  | Aragorn  | Aragorn  |          |          |                         |          |          |          |          |          |         |         |                  |                  |                  |                  |                  |                  |         |         | Arwen  | Arwen  | Arwen      | Arwen      | Arwen      | Arwen      |            |            |           |           |           |           |           |           | Elladan et Elrohir | Elladan et Elrohir | Elladan et Elrohir | Elladan et Elrohir | Elladan et Elrohir | Elladan et Elrohir |           |           |           |           |           |           |           |           |           |           |  |  |  |  |  |  |  |  |  |  |  |  |  |  |
|             |             |             |             |             |             |      |      |         |         |          |          |          |          |          |          |                         |          |          |          |          |          |         |         |                  |                  |                  |                  |                  |                  |         |         |        |        |            |            |            |            |            |            |           |           |           |           |           |           |                    |                    |                    |                    |                    |                    |           |           |           |           |           |           |           |           |           |           |  |  |  |  |  |  |  |  |  |  |  |  |  |  |
|             |             |             |             |             |             |      |      |         |         |          |          |          |          |          |          |                         |          |          |          |          |          |         |         |                  |                  |                  |                  |                  |                  |         |         |        |        |            |            |            |            |            |            |           |           |           |           |           |           |                    |                    |                    |                    |                    |                    |           |           |           |           |           |           |           |           |           |           |  |  |  |  |  |  |  |  |  |  |  |  |  |  |
|             |             |             |             |             |             |      |      |         |         |          |          |          |          |          |          | Eldarion                | Eldarion | Eldarion | Eldarion | Eldarion | Eldarion |         |         | Filles d'Elessar | Filles d'Elessar | Filles d'Elessar | Filles d'Elessar | Filles d'Elessar | Filles d'Elessar |         |         |        |        |            |            |            |            |            |            |           |           |           |           |           |           |                    |                    |                    |                    |                    |                    |           |           |           |           |           |           |           |           |           |           |  |  |  |  |  |  |  |  |  |  |  |  |  |  |
|             |             |             |             |             |             |      |      |         |         |          |          |          |          |          |          | Eldarion                | Eldarion | Eldarion | Eldarion | Eldarion | Eldarion |         |         | Filles d'Elessar | Filles d'Elessar | Filles d'Elessar | Filles d'Elessar | Filles d'Elessar | Filles d'Elessar |         |         |        |        |            |            |            |            |            |            |           |           |           |           |           |           |                    |                    |                    |                    |                    |                    |           |           |           |           |           |           |           |           |           |           |  |  |  |  |  |  |  |  |  |  |  |  |  |  |
|             |             |             |             |             |             |      |      |         |         |          |          |          |          |          |          | Roi du Royaume réunifié |          |          |          |          |          |         |         |                  |                  |                  |                  |                  |                  |         |         |        |        |            |            |            |            |            |            |           |           |           |           |           |           |                    |                    |                    |                    |                    |                    |           |           |           |           |           |           |           |           |           |           |  |  |  |  |  |  |  |  |  |  |  |  |  |  |

## Conception et évolution
Dans les plus anciennes versions du légendaire, les Ñoldor étaient appelés Ñoldoli ou Gnomes. Ils étaient d'ailleurs toujours appelés ainsi dans les premières versions du Hobbit et du Le Seigneur des anneaux. 
Ñoldorin ou gnomique était par ailleurs le premier nom du langage des Sindar, avant de devenir le sindarin dans les versions plus récentes.

## Adaptations
Les Noldor sont évoqués dans les chansons Time Stands Still (At the Iron Hill) et Noldor du groupe allemand de power metal Blind Guardian.